# Marcipa alternata
Marcipa alternata är en fjärilsart som beskrevs av M.Gaede 1939. Marcipa alternata ingår i släktet Marcipa och familjen nattflyn. Inga underarter finns listade i Catalogue of Life.